# Tổng thống Somalia
Tổng thống Somalia (tiếng Somalia: Madaxaweynaha Soomaaliya) là nguyên thủ quốc gia của Somalia và là tổng tư lệnh Lực lượng vũ trang Somalia. Tổng thống lãnh đạo Chính phủ Liên bang Somalia, thay mặt Somalia về đối nội và đối ngoại và có trách nhiệm đảm bảo việc thực hiện Hiến pháp Somalia và hoạt động của các cơ quan nhà nước. Tổng thống do Quốc hội Liên bang Somalia bầu ra.
Chức vụ tổng thống được thiết lập vào ngày 1 tháng 7 năm 1960. Tổng thống đương nhiệm là Hassan Sheikh Mohamud, nhậm chức vào ngày 23 tháng 5 năm 2022.

## Lịch sử
Ngày 10 tháng 9 năm 2012, Hassan Sheikh Mohamud được Quốc hội bầu làm tổng thống.

## Tiêu chuẩn
Tổng thống Somalia phải hội đủ các tiêu chuẩn sau đây:
- Là công dân Somalia và theo Hồi giáo;
- Đủ 40 tuổi trở lên;
- Có đủ kinh nghiệm để đảm nhận chức vụ;
- Không có tiền án hình sự.

Trong trường hợp khuyết tổng thống thì tổng thống mới phải được bầu chậm nhất là 30 ngày.

## Nhiệm kỳ
Nhiệm kỳ của tổng thống là bốn năm. Tổng thống tuyên thệ nhậm chức trước Quốc hội Liên bang như sau:
| “ | Tôi thề nhân danh Allah rằng tôi sẽ thực hiện nhiệm vụ một cách trung thực, lấy lợi ích tối cao của Quốc gia, Nhân dân, Tôn giáo làm xuất phát điểm và tuân thủ Hiến pháp, pháp luật của đất nước. | ” |

## Nhiệm vụ và quyền hạn
Tổng thống có những nhiệm vụ và quyền hạn sau đây:
- Tuyên bố tình trạng khẩn cấp, tình trạng chiến tranh;
- Thống lĩnh Lực lượng vũ trang Somalia;
- Bổ nhiệm, miễn nhiệm tư lệnh Lực lượng vũ trang Somalia theo đề nghị của Hội đồng Bộ trưởng;
- Bổ nhiệm thủ tướng và giải tán Chính phủ Liên bang trong trường hợp bị bỏ phiếu bất tín nhiệm;
- Miễn nhiệm bộ trưởng, thứ trưởng, quốc vụ khanh theo đề nghị của thủ tướng;
- Công bố luật của Quốc hội Liên bang;
- Khai mạc Hạ viện;
- Phát biểu trước Hạ viện;
- Bổ nhiệm chủ tịch Tòa án Hiến pháp, chủ tịch Tòa án tối cao và những thẩm phán liên bang khác theo đề nghị của Ủy ban tuyển chọn thẩm phán;
- Bổ nhiệm quan chức cấp cao, thủ trưởng cơ quan liên bang theo đề nghị của Hội đồng Bộ trưởng;
- Cử đại sứ, cao ủy theo đề nghị của Hội đồng Bộ trưởng;
- Tiếp nhận đại sứ, lãnh sự của nước ngoài;
- Tặng thưởng huân chương, huy chương, các giải thưởng, danh hiệu vinh dự;
- Ân xá, giảm án theo đề nghị của Ủy ban tuyển chọn thẩm phán;
- Ký điều ước quốc tế do Hội đồng Bộ trưởng trình và được Quốc hội Liên bang phê chuẩn.